# Bazylika Narodzenia Najświętszej Maryi Panny w Chełmie
Bazylika kolegiacka Narodzenia Najświętszej Maryi Panny – zbudowana jako chełmska katedra unicka, obecnie rzymskokatolicki kościół parafialny. Powstała w połowie XVIII wieku. Budynek o cechach późnobarokowych, typu bazylikowego stanowi sanktuarium Matki Bożej Chełmskiej.

## Historia
Początkowo w miejscu obecnej bazyliki znajdowała się cerkiew prawosławna pod tym samym wezwaniem, której fundatorem był ok. 1256 król Rusi Daniel Romanowicz. Po tym, gdy prawosławny biskup chełmski Dionizy Zbirujski podpisał w 1596 akt unii brzeskiej, przechodząc na katolicyzm obrządku wschodniego razem z całą diecezją, świątynia została katedrą unicką. W latach 1638–1640 została przebudowana z inicjatywy biskupa Metodego Terleckiego, podczas odbudowy po zniszczeniach powstałych wskutek pożaru.
W 1711 r. biskup Józef Lewicki (1710–1730) przeprowadził remont budowli oraz dobudował nawę poprzeczną. Ponieważ prace zostały przeprowadzone niedbale, w niedługim czasie budynek groził zawaleniem. W związku z tym biskup Felicjan Wołodkowicz (1731–1756) zlecił rozbiórkę obiektu oraz budowę większej świątyni. Pierwotną cerkiew ostatecznie rozebrano w 1735. Prace budowlane trwały do 1756. Końcową fazą prac budowlanych kierował biskup Maksymilian Ryłło (1756–1784). Wystrojem wnętrz zajął się lwowski artysta Michał Filewicz. Katedra została wybudowana według projektu Pawła Fontany, pod nadzorem architekta Tomasza Rezlera. Nadano jej styl zachodnioeuropejskiego baroku, upodabniając do świątyń rzymskokatolickich. Wnętrze pozbawiono cech cerkwi obrządku greckiego, powstał chór muzyczny, konfesjonały, ołtarz główny i pięć bocznych.
W 1802 r. świątynia spłonęła. W 1809 i w latach 1827–1839, za sprawą biskupa Ferdynanda Dąbrowy-Ciechanowskiego (1759–1828) odbudowano ją starając się nadać jej elewacjom zewnętrznym formy neoklasyczne. Fundusze pochodziły ze skarbu Królestwa Polskiego.
Po kasacie unii w 1875 zamieniona na sobór prawosławny i przebudowana w latach 1874–1878 w stylu bizantyjsko-rosyjskim. Wieże zostały zakończone cebulastymi hełmami, a szczytom nadano styl mauretańskich łuków. Wówczas także powstał przed głównym wejściem czterokolumnowy portyk, który przetrwał do współczesności.
W 1915, kiedy do Chełma weszły wojska austriackie, w budynku zorganizowano skład broni i amunicji, który funkcjonował do 2 listopada 1918.
W maju 1919 obiekt został przejęty przez Kościół rzymskokatolicki. Następnie katedrę przejęli jezuici i stworzyli tu kościół zakonny. Starali się oni także po 1931 roku nadać jej wygląd sprzed 1875.
W 1935 budynek trafił do księży diecezjalnych, wówczas erygowano także nową parafię. W 1938 zakończyła się gruntowna renowacja budynku, którą kierowali Konrad Szretter i J. Siennicki. Pozostawili oni neoklasyczny portyk, ale na wierzchu zamiast tympanonu powstał taras otoczony balustradą. Dodali także motywy zaczerpnięte z kościołów łączonych z Tomaszem Rezlerem, którego błędnie ówcześnie uważano za projektanta świątyni. W planach były także zmiany w wystroju wnętrza kościoła. W 1935 Fundusz Kultury Narodowej ogłosił konkurs na wykonanie malowideł. Zwyciężył artysta malarz Felicjan Szczęsny Kowarski. Z uwagi na brak środków finansowych nie doszło do realizacji planów. Kartony z projektami Felicjana Szczęsnego Kowarskiego, Jana Sokołowskiego i Witolda Millera znajdują się w archiwum parafialnym.
W maju 1940 katedra została przekazana przez niemieckie władze okupacyjne prawosławnym Ukraińcom, co miało związek z kampanią ukrainizacji ziemi chełmskiej. W listopadzie 1940 sobór Narodzenia Matki Bożej stał się siedzibą biskupa diecezji chełmsko-podlaskiej (jedynym ordynariuszem tej diecezji był Hilarion (Ohijenko)). 24 sierpnia 1944 katedrę przekazano ponownie katolikom i przywrócono funkcję rzymskokatolickiego kościoła parafialnego.
W 1988 papież Jan Paweł II nadał świątyni tytuł bazyliki mniejszej.

## Architektura
Obiekt założony jest na planie krzyża łacińskiego, trójnawowy, z transeptem i dwiema wieżami (ozdobione narożnymi kolumnami i przykryte hełmami) w fasadzie oraz kopułą zakończoną latarnią. Krzyże z półksiężycami wieńczące hełmy wież umiejscowione zostały na berłach z kulami. Budowla posiada trzy wejścia z portalami przykrytymi naczółkami.
Pod prezbiterium i transeptem znajdują się krypty grobowe biskupów chełmskich greckokatolickich. Wnętrze znacznie zmieniono, nie posiada ono pierwotnego wyposażenia.
W ołtarzu głównym umieszczona jest replika cudownego obrazu Matki Boskiej Chełmskiej (Chełmska Ikona Matki Bożej) z 1938, którego oryginał obecnie znajduje się w Muzeum Ikony Wołyńskiej w Łucku.
Znajduje się tu również antepedium późnobarokowe z lat 1720–1750 z blachy srebrnej, ze sceną hołdu składanego Matce Boskiej Chełmskiej po bitwie pod Beresteczkiem w 1651 r. przez króla Jana Kazimierza oraz dwa obrazy z końca XVIII wieku malowane przez Franciszka Smuglewicza: „Ukrzyżowanie” i „Święty Onufry”. Bazylika jest siedzibą Chełmskiej Kapituły Kolegiackiej.

## Pochowani w bazylice
- król Daniel Halicki
- biskup Porfiriusz Skarbek-Ważyński

## Galeria

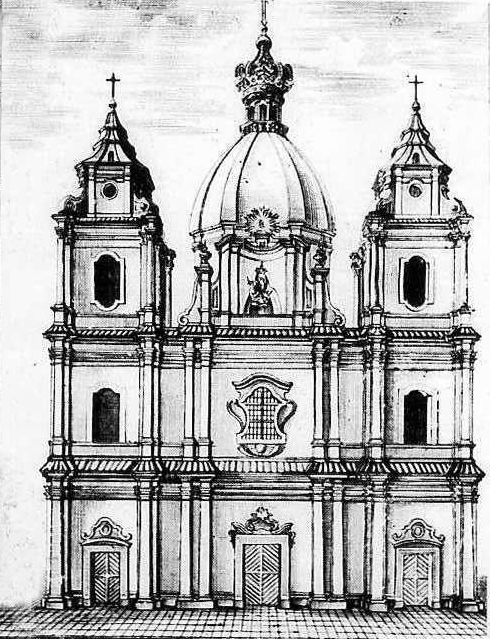
Świątynia ok. 1780 roku
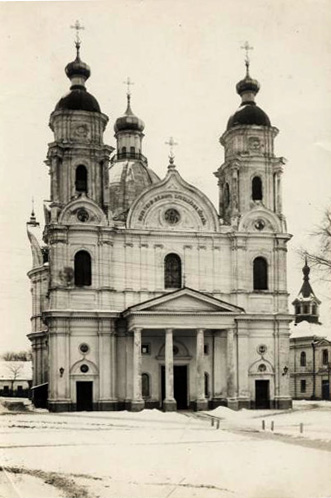
Cerkiew na pocz. XX wieku po rosyjskiej przebudowie
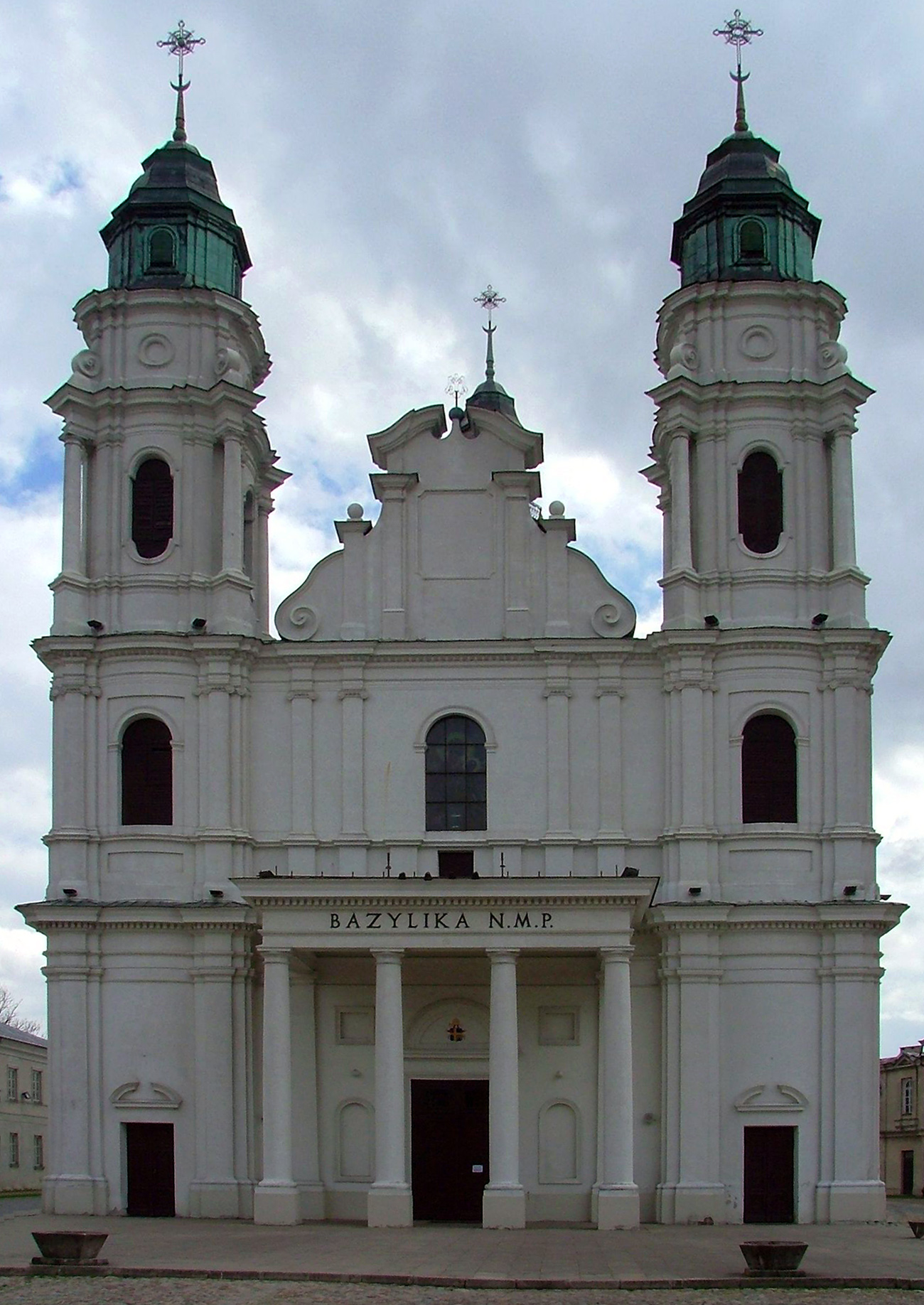
Fasada
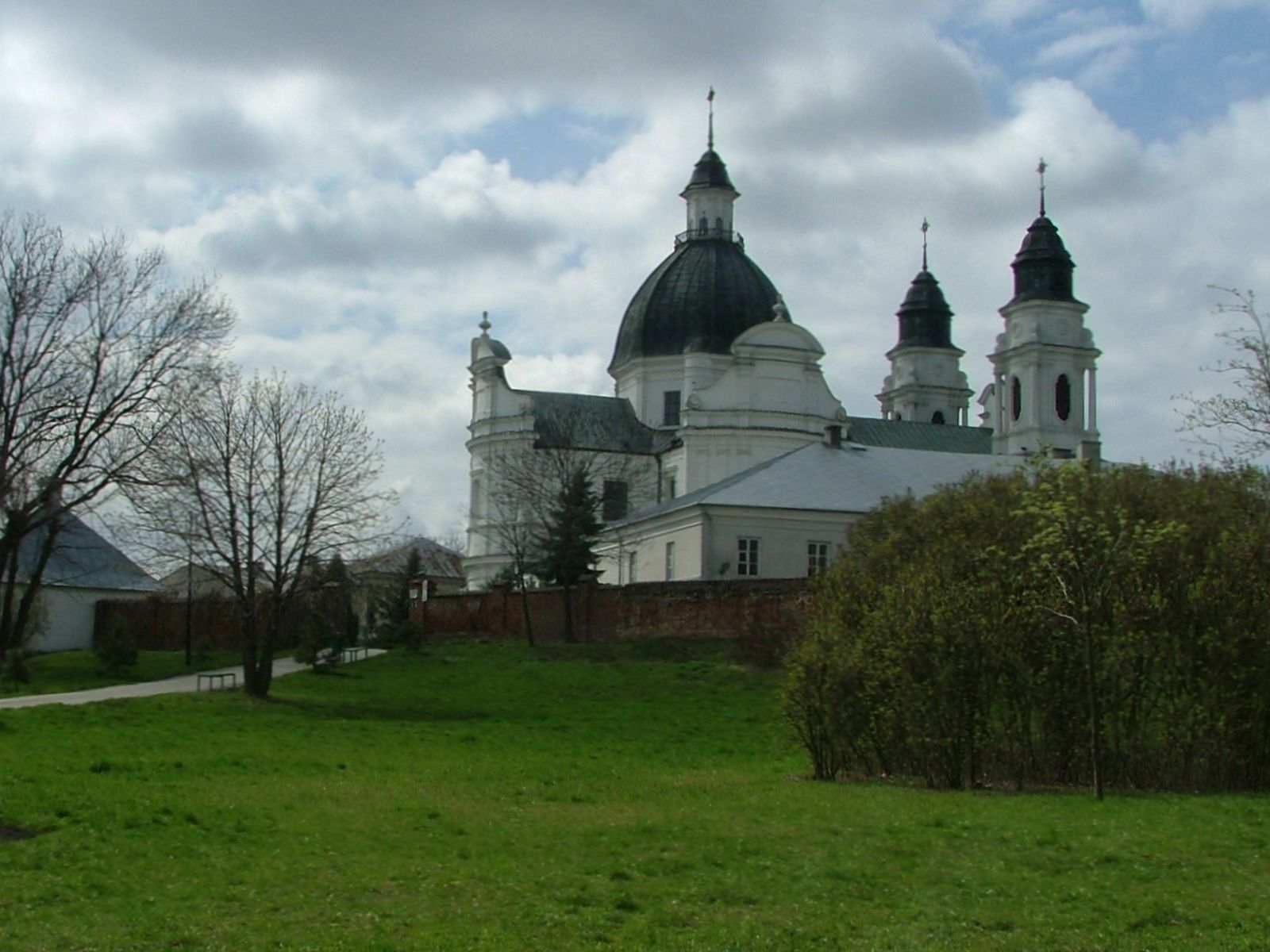
Widok od strony parku
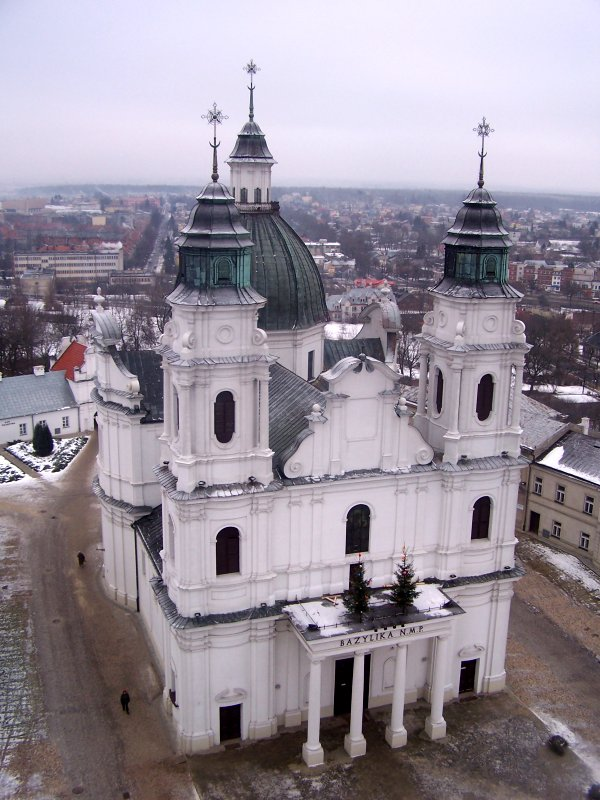
Widok z dzwonnicy
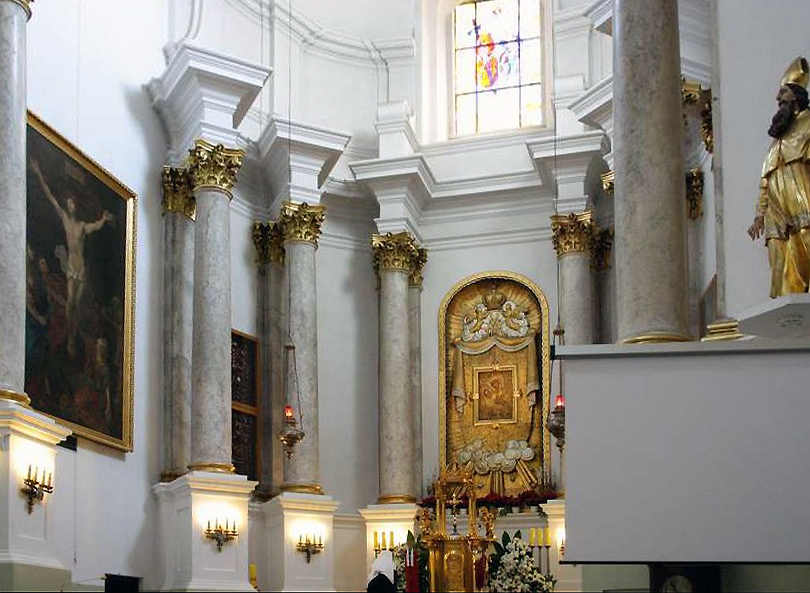
Wnętrze bazyliki Narodzenia Najświętszej Maryi Panny
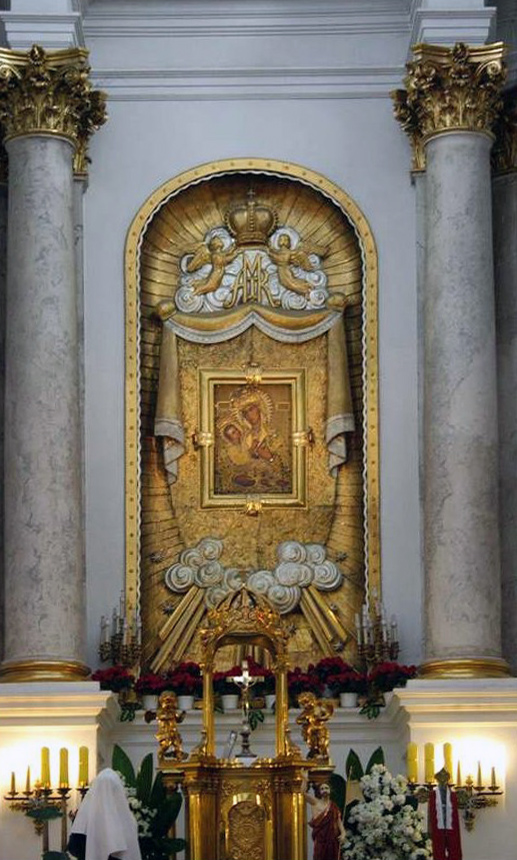
Ołtarz
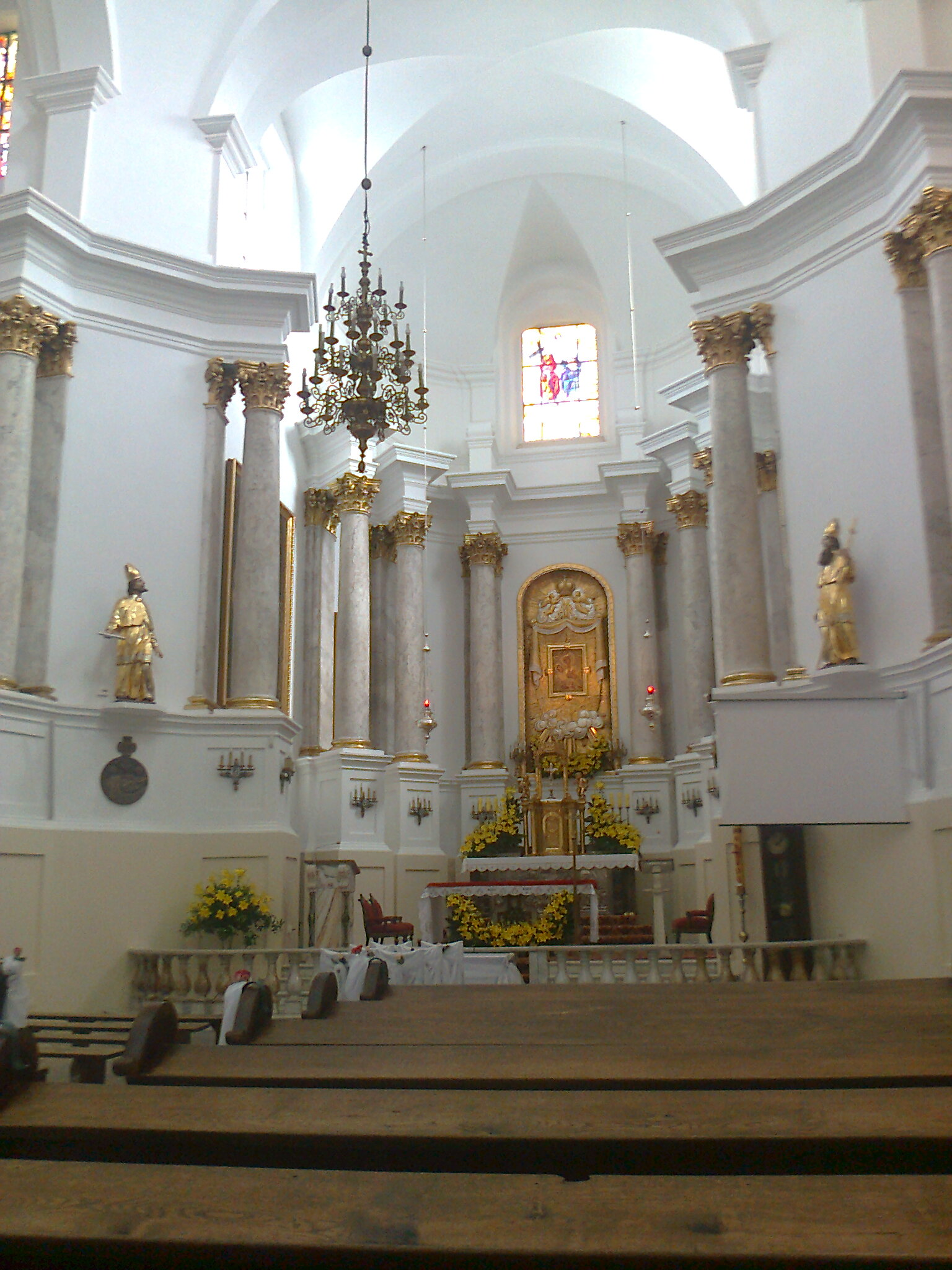
Wnętrze
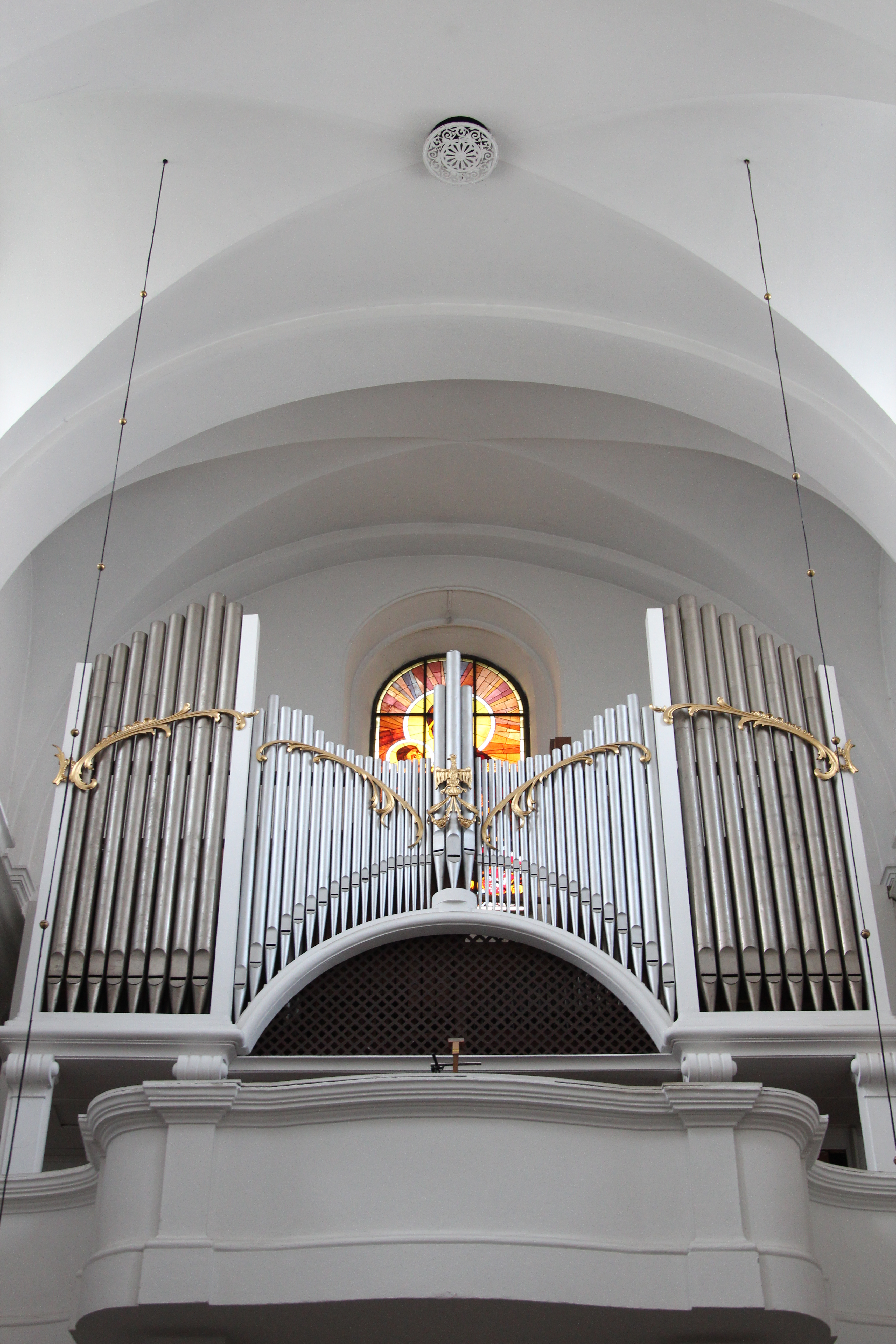
Organy i prospekt
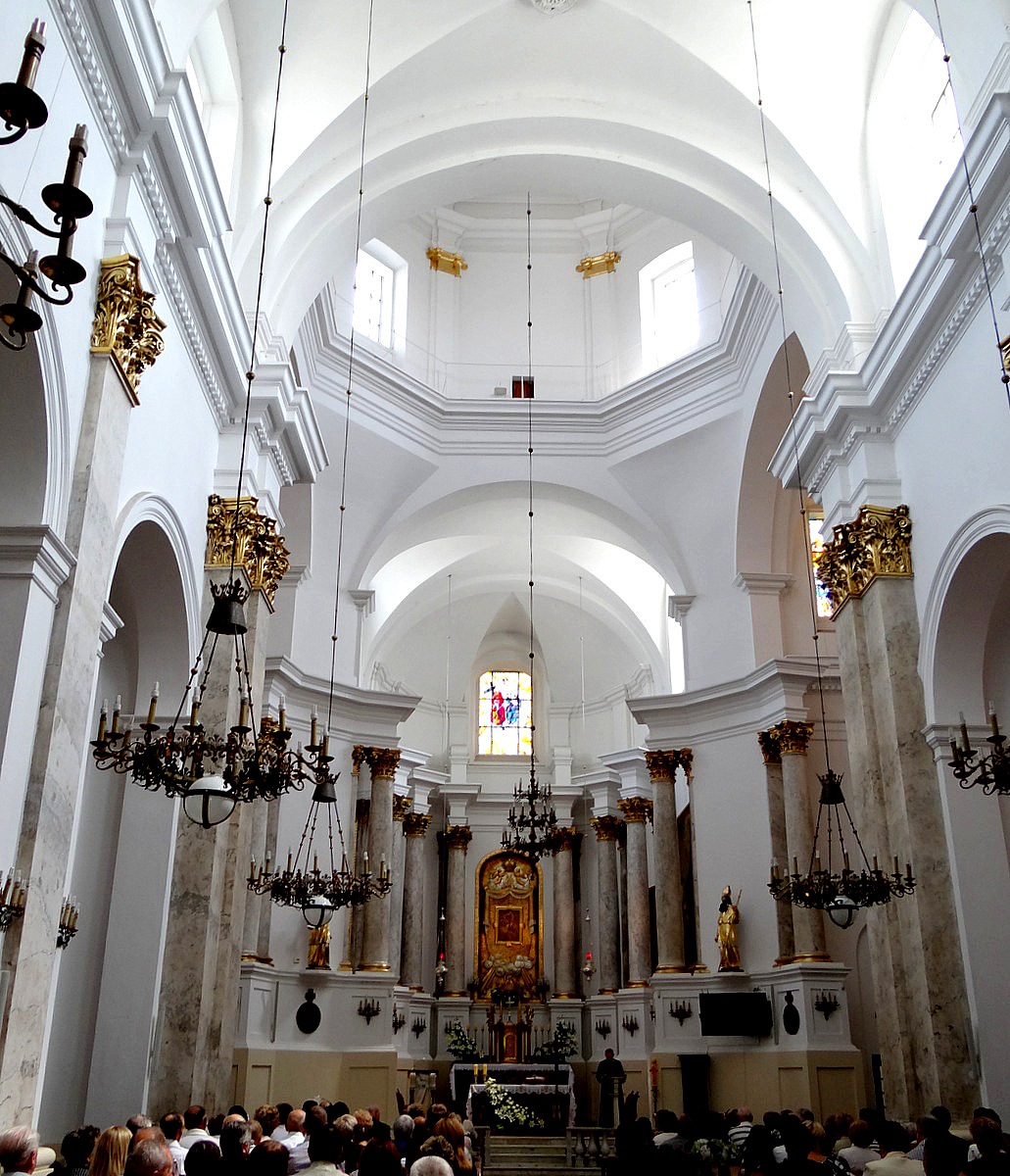
Wnętrze
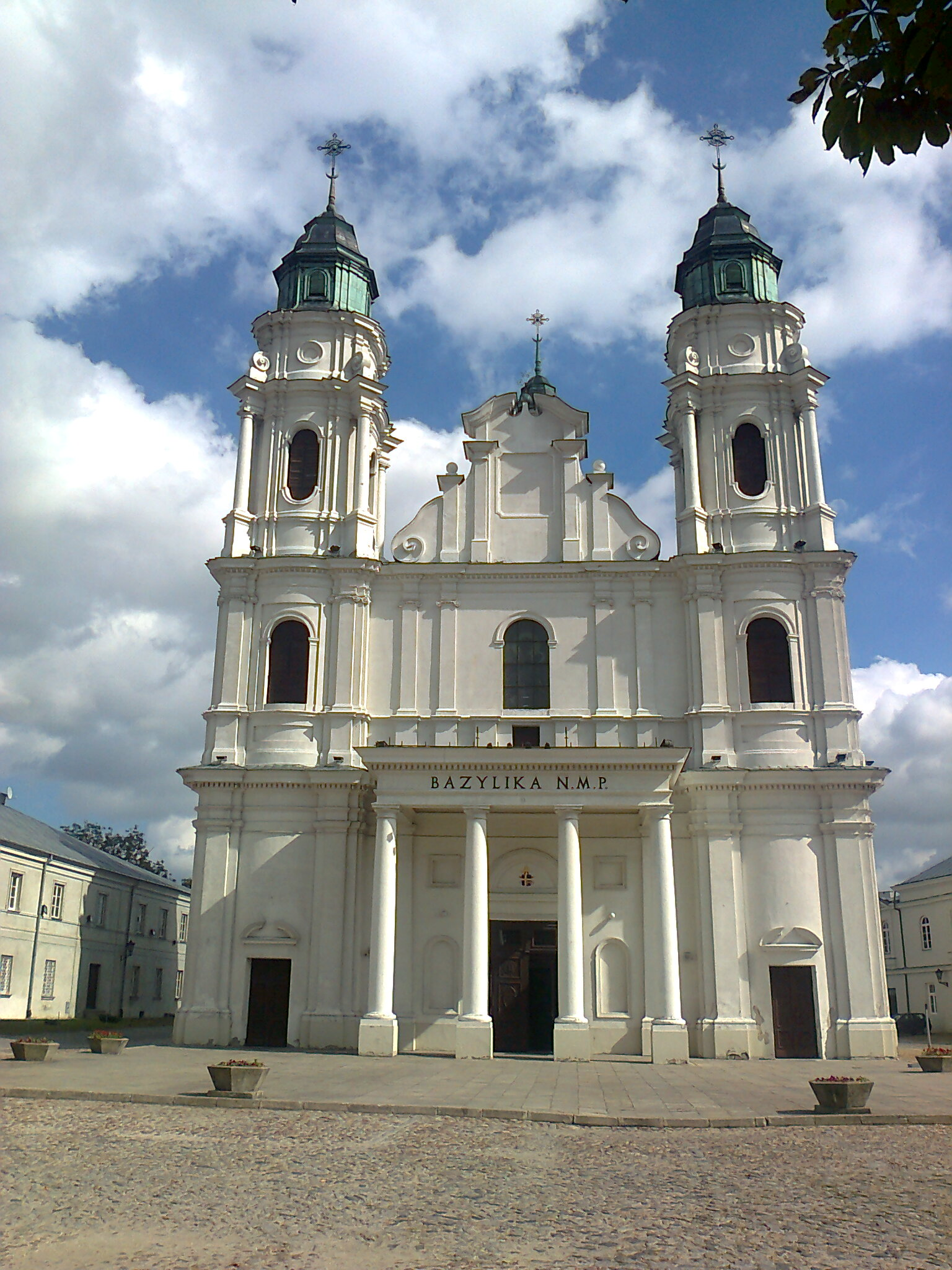